# ТЕС CIPREL
5°15′41.2″ пн. ш. 4°0′34.4″ зх. д. / 5.261444° пн. ш. 4.009556° зх. д.
ТЕС CIPREL — теплова електростанція в Кот-д'Івуарі, розташована у промисловій зоні Вріді біля порту економічного центру країни Абіджана.
На початку 1990-х років на шельфі Кот-д'Івуару відкрили нові нафтові родовища, правильна розробка яких потребувала утилізації попутного газу. Крім того, варто було враховувати запуск власне газового родовища Фокстрот, яке в підсумку стартувало у 1999 році. Переведення на газ конденсаційних енергоблоків найбільшої на той час у країні ТЕС Вріді потребувало серйозних робіт, крім того, це обладнання, встановлене у 1970-х роках, перебувало в поганому технічному стані. Тому вирішили спорудити у тій же промисловій зоні Вріді нові потужності, одразу розраховані на споживання блакитного палива. Для реалізації проекту на умовах BOOT (Build-Own-Operate-Transfer, Споруджуй-Володій-Управляй-Передай) залучили приватного інвестора, яким виступила французька компанія Groupe Eranove, котра в цьому випадку діяла через Compagnie Ivorienne de Production dElectrique (CIPREL).
Перша черга станції (CIPREL І), введена в експлуатацію у 1995 році, складалась із трьох встановлених на роботу у відкритому циклі газових турбін виробництва European Gas Turbines типу 6001B (розробка концерну General Electric) з потужністю по 33 МВт. За два роки до них приєдналась ще одна газова турбіна того ж виробника, проте на цей раз типу 9001B з потужністю 111 МВт (CIPREL ІІ).
В 2009 році станцію підсилили новою турбіною потужністю так само 111 МВт типу PG 9171Е (CIPREL ІІІ). А в середині 2010-х з метою підвищення паливної ефективності реалізували проект створення парогазового блоку. З цією метою додали ще одну газову турбіну та встановили після неї та турбіни CIPREL III котли-утилізатори, які разом живлять турбіну парову. При цьому обидві нові турбіни проекту CIPREL IV мають звичну для станції потужність у 111 МВт.